# 李下玉
李下玉（640年代—691年），中国唐朝皇帝唐高宗李治的长女，始封义阳公主，蕭淑妃所生。母亲死后，在冷宫中长大。

## 生平
生年没有记载，从其母入宫和弟弟李素节生年推测，当在643年至646年间。母親蕭淑妃因与武则天争宠失败，在655年被杀。李下玉因母亲蕭淑妃的缘故，与妹妹高安公主一起，被囚于掖庭宫。咸亨二年（671年），义阳公主嫁翊军权毅。《新唐书·李弘传》、《资治通鉴》称二位公主年近四十不得嫁人，有误。因为当时她们的父亲唐高宗才四十四岁。权毅历任蕲州蕲川府左果毅、袁州刺史、右监门卫将军。天授二年（691年），权毅参与了反对武则天的行动，被杀，年四十五。义阳公主不久后去世。
神龙元年（705年），張柬之、崔玄暐等大臣發動神龍政变，逼迫武則天退位，李唐复辟，唐中宗即位。中宗追赠姐姐义阳公主为金城长公主。景龙三年（709年），又为李下玉和权毅陪葬乾陵。

## 墓志铭
唐故袁州刺史权毅墓志

乃尚义阳公主，拜驸马都尉。公主讳下玉，即太宗文武圣皇帝之元孙，高宗天皇大帝之长女。资灵质婺，毓庆琁柯，掩夜魄而凝晖，映晨霞而，端庄合度，法膺图，习女宪於闺，史於嫔则。衣临铣镜，砚上银台。颂发春书，横秋水，自备，百两将迎，影出斋宫，从鲁鸣丘之鹭，秦国之风。

公主以仙闱是月，亡年天汉，丛星传恨。即以其年岁己酉八月乙酉朔十八日壬戌，招魂合葬於合宫县之北邙。地汜将终，泉门闾兮丘陇夕兮神光起，将军大树之口吹章女之口灾后荆零女适宣城公主府参军员外李湛然，即君之出也玉润，先陪日下之口於蜃有光栖口庭而长欷而永诀。